# Athit Berg
Athit Stephen Berg (thailändisch อาทิตย์ เบิร์ก, * 11. Januar 1998 in Oslo) ist ein norwegisch-thailändischer Fußballspieler.

## Karriere

### Verein
Athit Berg erlernte das Fußballspielen in der Jugendmannschaft von Stabæk Fotball im norwegischen Bærum. Von Februar 2017 bis Juli 2018 spielte er bei den norwegischen Vereine Bærum SK, Lyn Oslo und IF Ready Fotball. Am 1. August 2018 ging er in die Vereinigten Staaten. Hier stand er für die Universitätsmannschaften von St. John’s Red Storm und UNC Wilmington Seahawks auf dem Spielfeld. Zwischendurch spielte Berg 2019 erneut einige Monate beim IF Ready Fotball. Ende August 2021 ging er nach Thailand, wo er einen Vertrag beim Zweitligisten Nakhon Pathom United FC unterschrieb. Sein Zweitligadebüt für den Verein aus Nakhon Pathom gab Athit Berg am 8. Januar 2022 (18. Spieltag) im Auswärtsspiel gegen den Lampang FC. Hier stand er in der Startelf und spielte die kompletten 90 Minuten. Das Spiel endete 1:1. Nach guten Leistungen wurde sein Vertrag im Juni 2022 um ein weiteres Jahr verlängert. Am Ende der Saison 2022/23 feierte er mit Nakhon Pathom die Meisterschaft und den Aufstieg in die erste Liga. Nach insgesamt 78 Ligaspielen, in denen er 13 Treffer erzielte, wurde sein Vertrag im Sommer 2024 nicht verlängert. Ende Juni 2024 nahm ihn der amtierende Meister Buriram United unter Vertrag. Am Ende der Saison 2024/25 feierte er mit Buriram die thailändische Meisterschaft. Im Mai 2025 gewann er mit Buriram die ASEAN Club Championship. Hier konnte man sich gegen den vietnamesischen Vertreter Công An Hà Nội FC in zwei Endspielen durchsetzen. Am 24. Mai 2025 stand er mit Buriram im Finale des FA Cups, das man mit 3:2 gegen den Erstligisten Muangthong United gewann. Eine Woche später stand er mit dem Verein im Finale des Thai League Cup. Hier schlug man im BG Stadium den Erstligisten Lamphun Warriors FC mit 2:0.

### Nationalmannschaft
Am 12. Oktober 2023 debütierte Berg in einem Testspiel gegen Georgien für die thailändische A-Nationalmannschaft. Bei der 0:8-Auswärtsniederlage im Micheil-Meschi-Stadion von Tiflis wurde er in der 87. Minute für Bordin Phala eingewechselt.

## Erfolge
Nakhon Pathom United FC
- Thailändischer Zweitligameister: 2022/23  ▲

Buriram United
- Thailändischer Meister: 2024/25
- ASEAN Club Championship-Sieger: 2024/25
- Thailändischer Pokalsieger: 2024/25
- Thailändischer Ligapokalsieger: 2024/25